# 893
893 (DCCCXCIII) fue un año común comenzado en lunes del calendario juliano, en vigor en aquella fecha.

## Acontecimientos
- 23 de marzo: en Sha Bandar (provincia del Sind, Pakistán) y en Ardabil (50 km al oeste del mar Caspio, en Irán) se registra un devastador terremoto que deja un saldo de 150.000 muertos.
- 28 de diciembre: en la ciudad de Dvin (Armenia), un devastador terremoto deja un saldo de 20.000 a 180.000 muertos. (Ver Terremotos anteriores al siglo XX).

## Nacimientos
- Luis IV el Niño, rey de Francia Oriental y de Lotaringia.

## Fallecimientos
- Aznar II Galíndez, conde de Aragón.